# Polska na Letnich Igrzyskach Olimpijskich Młodzieży 2010
Polskę na Letnich Igrzyskach Olimpijskich Młodzieży 2010 w Singapurze reprezentowało 43 sportowców w 17 dyscyplinach.
| Liczba sportowców | Klasyfikacja medalowa | Złoto | Srebro | Brąz | 4 m. | 5 m. | 6 m. | 7 m. | 8 m. | Punkty |
| ----------------- | --------------------- | ----- | ------ | ---- | ---- | ---- | ---- | ---- | ---- | ------ |
| 43                | 46.                   | 1     |        | 5    | 6    | 3    | 5    | 2    | 2    | 58     |

## Medale

### Złote
- Krzysztof Brzozowski – lekkoatletyka – pchnięcie kulą (22 sierpnia)

### Brązowe
- Martyna Swatowska – szermierka – szpada indywidualnie (17 sierpnia)
- Marcin Cieślak – pływanie – 200 metrów stylem motylkowym (20 sierpnia)
- Anna Wloka – lekkoatletyka – pchnięcie kulą (22 sierpnia)
- Aneta Rydz – lekkoatletyka – skok wzwyż (22 sierpnia)
- Dawid Michelus – boks – kategoria poniżej 54 kilogramów (24 sierpnia)

## Skład kadry

### Boks
| Atleta         | Kategoria | Wynik      |
| -------------- | --------- | ---------- |
| Dawid Michelus | 54 kg     | 3. miejsce |

### Gimnastyka
- Łukasz Borkowski – gimnastyka sportowa – odpadł w eliminacjach (wielobój)

### Jeździectwo
- Wojciech Dahlke – 6. miejsce (skoki)

### Judo
- Maja Rasińska – 52 kg – zajęła 5. miejsce

### Kajakarstwo
- Joanna Bruska – odpadła w ćwierćfinale (kajaki jedynki)
- Igor Dolata – odpadł w ćwierćfinale (kajaki jedynki)
- Patryk Sokół – zdyskwalifikowany w 1. rundzie (kanadyjki jedynki)

### Kolarstwo
- Monika Śur – kolarstwo górskie – zajęła 6. miejsce; BMX – zajęła 31. miejsce
- Michał Czerkies – BMX – zajął 25. miejsce
- Marek Kulas – wyścig ze startu wspólnego – zajął 25. miejsce
- Bartłomiej Wawak – kolarstwo górskie – zajął 4. miejsce; wyścig ze startu wspólnego – zajął 30. miejsce

### Lekkoatletyka
- Katarzyna Dulak – 2000m przez przeszkody – zajęła 12. miejsce
- Karolina Kołeczek – 100 m przez płotki – nie ukończyła biegu eliminacyjnego
- Sandra Malinowska – rzut młotem – zajęła 4. miejsce
- Aneta Rydz – skok wzwyż – zajęła 3. miejsce  brązowy medal
- Anna Wloka – pchnięcie kulą – zajęła 3. miejsce  brązowy medal
- Krzysztof Brzozowski – pchnięcie kulą – zajął 1. miejsce  złoty medal
- Sebastian Dobkowski – rzut młotem – zajął 4. miejsce
- Filip Drozdowski – 110 m przez płotki – zajął 6. miejsce
- Adrian Józefowicz – trójskok – nie zaliczył żadnej próby
- Tomasz Kluczyński – 200 m – zajął 7. miejsce
- Wojciech Praczyk – zajął 6. miejsce (rzut dyskiem)
- Sebastian Wiszniewski – 400 m – zajął 12. miejsce

### Łucznictwo
- Aleksandra Wojnicka – odpadła w 1/16 finału
- Maciej Jaworski – odpadła w 1/16 finału

### Pięciobój nowoczesny
- Anna Maliszewska – zajęła 5. miejsce
- Karol Dziudziek – zajął 6. miejsce

### Pływanie
- Klaudia Naziębło
  - 50 m stylem grzbietowym – zajęła 4. miejsce[1]
  - 100 m stylem grzbietowym – zajęła 4. miejsce
  - 200 m stylem grzbietowym – zajęła 7. miejsce
- Natalia Pawlaczek
  - 50 m stylem dowolnym – odpadła w eliminacjach (23. miejsce)
  - 100 m stylem dowolnym – odpadła w półfinale (16. miejsce)
  - 200 m stylem dowolnym – odpadła w eliminacjach (15. miejsce)
- Marcin Cieślak
  - 100 m stylem motylkowym – zajął 4. miejsce
  - 200 m stylem motylkowym – zajął 3. miejsce  brązowy medal
- Mateusz Wysoczyński
  - 100 m stylem grzbietowym – odpadł w półfinale (10. czas)
  - 200 m stylem grzbietowym – zajął 8. miejsce

### Podnoszenie ciężarów
- Milena Kruszyńska – zajęła 9. miejsce
- Patryk Słowikowski – zajął 8. miejsce

### Szermierka
- Martyna Swatowska – szpada – zajęła 3. miejsce  brązowy medal
- Angelika Wątor – zajęła 10. miejsce (szabla)
- Tomasz Kruk – zajął 8. miejsce (szpada)

### Taekwondo
- Marcin Anikiej – 63 kg – odpadł w ćwierćfinale – zajął 5. miejsce

### Tenis stołowy
- Konrad Kulpa – odpadł w 2. rundzie

### Wioślarstwo
- Konrad Raczyński – jedynka – odpadł w półfinale – 10. miejsce

### Zapasy
- Suzan Saeed Ali – zajęła 6. miejsce (70 kg)

### Żeglarstwo
- Hanna Idziak – windsurfing (klasa techno 293)
- Sara Piasecka – jacht jednoosobowy (klasa BYTE CII)
- Robert Pellowski – windsurfing (klasa techno 293)